# Dzień Lata
Dzień Lata (Dita e Veres) – albańskie święto obchodzone 14 marca na cześć zakończenia zimy i nadejścia cieplejszej pogody. Od 2004 roku Dzień Lata jest oficjalnym świętem państwowym w Albanii. Obchodzony jest głównie w Elbasan oraz innych miastach w środkowej i południowej części kraju, a także wśród Albańczyków zamieszkujących Macedonię.
Święto wywodzi się z czasów pogańskich. Według legendy, związane jest z boginią łowów, lasów i natury, Çermeniką. Miała ona pojawiać się w poświęconej sobie kapliczce właśnie 14 marca.
W Dzień Lata domy przystrajane są kwiatami i gałązkami laurowymi, a na podwórzach zapala się ognie, mające odstraszyć zimowe ciemności. Je się także specjalne ciasto – ballokume. W niektórych miejscach dzień przed świętem zbiera się też świeżą trawę, którą (wraz z korzeniami i ziemią) przechowuje się w domu przez noc. Organizowane są także oficjalne obchody miejskie, głównie w Elbasan (które odwiedzane jest wtedy przez tysiące Albańczyków z całego kraju oraz przez turystów z zagranicy), ale też w innych miejscach, m.in. w Tiranie. W ramach obchodów miejskich odbywają się m.in. koncerty, pokazy sztucznych ogni, parady.